# Les Smith
Les 'Lecter' Smith (...) è un tastierista inglese.

## Biografia
Dal 1997 al 1999 è stato componente del gruppo black metal britannico Cradle of Filth, incidendo Cruelty and the Beast e From the Cradle to Enslave, passando successivamente negli Anathema tra il 2000 e il 2003. Ha suonato anche negli Antimatter, negli Ship of Fools ed è stato anche nel controverso gruppo Tourettes.

## Discografia

### Con i Ship of Fools
- 1993 – Close Your Eyes (Forget the World)
- 1994 – Out There Somewhere

### Con i Cradle of Filth
- 1998 – Cruelty and the Beast
- 1999 – From the Cradle to Enslave (EP)

### Con gli Antimatter
- 2000 – Saviour

### Con gli Anathema
- 2001 – A Fine Day to Exit
- 2003 – A Natural Disaster